# Microdynerus sayi
Microdynerus sayi är en stekelart som först beskrevs av Cameron 1908.  Microdynerus sayi ingår i släktet Microdynerus och familjen Eumenidae. Inga underarter finns listade i Catalogue of Life.